# Billy Eckstine
William Clarence Eckstine (Pittsburgh, 8 de julio de 1914-Pittsburgh, 8 de marzo de 1993) fue un cantante estadounidense de jazz y música pop. 
Poseedor de una voz de barítono, fue durante los años cuarenta una figura carismática de la música popular negra, al liderar una de las primeras big band de bop y convertirse en el primer cantante negro de baladas románticas (fue llamado el Sinatra negro). Con el paso de los años, su influencia ha sido considerable en el ámbito del soul y el rhythm and blues.

## Biografía
Eckstine comenzó a cantar a los nueve años y participó en numerosos espectáculos para aficionados. Aunque su vocación había sido la de jugador de fútbol americano, una grave lesión lo recondujo hacia el mundo de la música. Tras diversos trabajos al oeste de Chicago a finales de los años treinta, Eckstine fue invitado por Earl Hines para unirse a su Grand Terrace Orchestra en 1939. 
Aunque sus primeros éxitos fueron canciones triviales como "Jelly, Jelly" y "The Jitney Man", grabó también varios estándares como "Stormy Monday". Hacia 1943, se acompañaba de estrellas como Dizzy Gillespie, Charlie Parker y Sarah Vaughan. Tras formar su propia banda ese año, contrató a los tres y gradualmente se hizo con más figuras modernas y con futuras estrellas: Wardell Gray, Dexter Gordon, Miles Davis, Kenny Dorham, Fats Navarro y Art Blakey, así como con arreglistas como Tadd Dameron y Gil Fuller. La Billy Eckstine Orchestra fue la primera big band bop, y su líder reflejaba las innovaciones bop adaptando sus armonías vocales a las baladas normales. A pesar del matiz moderno del grupo, Eckstine encabezó las listas frecuentemente a mediados de los cuarenta, con temas como "A Cottage for Sale" y "Prisoner of Love". En las giras por Europa y América, el cantante tocaba también la trompeta, el trombón de válvulas y la guitarra.
Forzado a disolver la orquesta en 1947 tras haber formado la suya propia Gillespie, Eckstine realizó una transición hacia un estilo más baladístico y con arreglos de cuerda. Grabó más de una docena de éxitos a finales de los cuarenta, entre lo que se incluyen "My Foolish Heart" y "I Apologize". Se hizo popular en Gran Bretaña, obteniendo un gran éxito durante los cincuenta con temas como "No One But You" y "Gigi", así como con sus dúos con Sarah Vaughan. 
Eckstine regresaría a sus raíces jazzísticas ocasionalmente, grabando con Vaughan, Count Basie y Quincy Jones, y grabando un LP en directo, No Cover, No Minimum, en el que interpretaba algunos solos de trompeta. Grabó varios discos para Mercury y Roulette a comienzos de los sesenta y publicó en Motown algunos discos de estándares a mediados de esa década. Tras grabar muy espaciadamente en los setenta, Eckstine hizo su última grabación (Billy Eckstine Sings with Benny Carter) en 1986. Murió por un ataque al corazón en 1993.

## Selección discográfica
- 1950 Billy Eckstine Sings (Savoy)
- 1951 Billy Eckstine - Sarah Vaughan "You're All I Need" - "Dedicated To You"
- 1952 Tenderly (MGM)
- 1954 Blues for Sale (EmArcy)
- 1954 Favorites (MGM)
- 1954 I Let a Song Go Out of My Heart (MGM)
- 1954 Songs by Billy Eckstine (MGM)
- 1954 The Great Mr. B (King)
- 1954 The Love Songs of Mr. B (EmArcy)
- 1955 I Surrender, Dear (EmArcy)
- 1955 Mister B with a Beat (MGM)
- 1955 Rendezvous (MGM)
- 1955 That Old Feeling (MGM)
- 1958 Billy's Best! (Mercury)
- 1958 Billy Eckstine's Imagination (EmArcy)
- 1958 Imagination (EmArcy)
- 1959 Basie and Eckstine, Inc. (Roulette)
- 1959 Billy and Sarah (Lion)
- 1960 No Cover, No Minimum (Roulette)
- 1960 Once More With Feeling (Roulette)
- 1961 At Basin St. East [live] (EmArcy)
- 1961 Billy Eckstine & Sarah Vaughan Sing Irving Berlin (Mercury)
- 1961 Billy Eckstine and Quincy Jones (Mercury)
- 1961 Broadway, Bongos and Mr. B (Mercury)
- 1962 Don't Worry 'bout Me (Mercury)
- 1964 12 Great Movies (Mercury)
- 1964 Modern Sound of Mr. B (Mercury)
- 1965 Prime of My Life (Motown)
- 1966 My Way (Motown)
- 1969 For Love of Ivy (Motown)
- 1971 Feel the Warm (Enterprise)
- 1971 Moment (Capitol)
- 1972 Senior Soul (Enterprise)
- 1974 If She Walked into My Life (Enterprise)
- 1978 Memento Brasiliero – (Portuguese)
- 1984 I am a Singer
- 1986 Billy Eckstine Sings with Benny Carter (Verve)
- 1994 Everything I Have Is Yours – Anthology (Verve)
- 1995 I Apologize (Polydor)
- 2002 How High the Moon (Past Perfect)
- 2002 Billy Eckstine and His Orchestra (Deluxe)
- 2002 Stardust (Polydor)
- 2003 The Motown Years (Motown)
- 2004 Love Songs (Savoy)
- 2006 Timeless (Savoy)

- Datos: Q545464
- Multimedia: Billy Eckstine / Q545464